# Rafael Bridi
Rafael Zugno Bridi (Florianópolis, 3 de maio de 1987), é um atleta profissional de slackline. Ele começou a praticar slackline em 2010, partiu para o highline em 2013 e já estampou seu nome duas vezes no Guinness Book, em 2020 e em 2021. O primeiro registro foi com a maior travessia de highline, 261 metros, dentro de um dos vulcões mais ativos no mundo, no Monte Yasur, na ilha de Tanna, em Vanuatu. 
A segunda vez foi na cidade de Praia Grande, em Santa Catarina, com o highline mais alto do mundo em relação ao solo. Bridi fez a travessia entre dois balões no ar, a 1.901 metros do chão. O feito deu origem ao curta-metragem Walking on Clouds, que foi finalista do Banff Mountain Film Festival 2022, o maior evento internacional de filmes de montanhismo e esportes radicais.

## Linha do tempo
| 2010 | Inicia a prática de slackline. |
| 2012 | Tem o primeiro contato com o highline. |
| 2013 | Efetua a primeira travessia de highline; abre o primeiro highline de Florianópolis; torna-se recordista Brasileiro de longline.                                                                                        |
| 2013 | Realiza a travessia mais alta do mundo entre edifícios, a 130 metros de altura, na cidade de Balneário Camboriú (SC).                                                                                                  |
| 2013 | Produz um filme de slackline contanto a história e o surgimento da modalidade no mundo – Dialética do Equilíbrio. |
| 2014 | Primeiro brasileiro convidado para o Urban Highline Festival, maior festival de highline e slackline do mundo, na Polônia.                                                                                             |
| 2014 | Participa de acampamento nos Alpes Italianos em redes suspensas nas linhas de highline, com ampla repercussão mundial.                                                                                                 |
| 2014 | Em sua estada na Europa, supera seus próprios recordes, estabelecendo novas marcas nacionais e sul-americanos nas modalidades highline, longline e waterline.                                                          |
| 2015 | Realiza a primeira travessia com mais de três dígitos no Brasil. Quebrando o recorde brasileiro de highline no Parque Nacional da Serra dos Órgãos, no Rio de Janeiro.                                                 |
| 2015 | Quebra recorde sul-americano com travessia na Pedra do Baú, em São Paulo, a 300 metros de altura do solo. |
| 2015 | Participa da fundação da Federação Internacional de Slackline (ISA) em Berna, na Suíça. |
| 2015 | Cria e produz o primeiro Festival de Highline Brasileiro (Gravatation) na cidade de Florianópolis (SC). |
| 2015 | Realiza o primeiro highline do Paraguai, nas Cataratas do Monday. Maior volume de água em um highline sobre cachoeiras do mundo.                                                                                       |
| 2016 | Quebra o recorde mundial de waterline e highline urbano no mês de janeiro. |
| 2016 | Participa de evento e competição na China, integrando um grupo formato pelos 20 melhores atletas do mundo. |
| 2016 | Realiza o highline mais longo do mundo acima dos 3.000 metros de altura, na icônica agulha Dibona, na França. |
| 2017 | Em evento na China, representando o Brasil e a América do Sul, torna-se recordista mundial da modalidade waterline, atravessando 675 metros sobre o Lago Wanfo.                                                        |
| 2017 | Organiza e realiza a Primeira Travessia de highline entre o Dedo de Deus e Cabeça de Peixe no Parque Nacional da Serra dos Órgãos, no Rio de Janeiro. Travessia com 323 metros de distância por 550 metros de altura.  |
| 2018 | Quebra o recorde sul-americano de highline na cidade de Urubici, na Serra Catarinense. A distância de 614 metros coloca este highline entre os 10 mais longos do mundo.                                                |
| 2018 | Participa da montagem da primeira linha de highline com mais de 1km de distância no Brasil, em São José dos Ausentes (RS). Total de 1.060 metros.                                                                      |
| 2019 | Realiza travessia de highline durante eclipse total no Vale do Elqui, no Chile. |
| 2019 | Realiza o maior highline urbano das Américas no centro de São Paulo (SP). |
| 2020 | Faz travessia de highline na icônica ponte Hercílio Luz, em Florianópolis (SC). A travessia foi recorde sul-americano urbano de highline e escreveu o nome do atleta na história de Florianópolis e de Santa Catarina. |
| 2021 | Realiza a maior travessia de highline dentro de um vulcão ativo no Mundo. O highline foi montado no Monte Yasur, na ilha de Tanna, em Vanuatu. A travessia de 261 metros foi homologada pelo Guinness Book.            |
| 2021 | Estabelece o novo recorde mundial de highline mais alto do mundo em relação ao solo. O feito ocorreu na cidade de Praia Grande (SC), a 1.901 metros de altura.                                                         |
| 2022 | Participa do Campeonato Mundial de Slackline realizado em LAAX, na Suíça, no mês de julho. Participa da modalidade speedline que consiste em correr o mais rápido possível em um segmento de 60 metros de distância.   |
| 2023 | Quebra o próprio recorde de Maior Highline Urbano das Américas, com travessia no Vale do Anhangabaú, no centro de São Paulo.                                                                                           |